# Idna
Idna, en arabe : إذنا,  est une ville du gouvernorat de Hébron en Palestine, située à 13 km à l'ouest de Hébron, au sud-ouest de la Cisjordanie.
Selon le recensement du bureau central palestinien des statistiques, la localité compte une population de 26 009 habitants en 2017.